# Ракоци (футбольный клуб)
«Ракоци» (венг. Kaposvári Rákóczi FC) — венгерский футбольный клуб из города Капошвар, выступающий в Шопрони-лиге. Клуб основан в 1923 году, своё название клуб получил в честь национального героя Венгрии Ференца Ракоци. Домашние матчи команда проводит на стадионе «Капошвар Ракоци», вмещающем 7 000 мест. В высшем венгерском дивизионе команда провела в общей сложности 11 сезонов, лучшим достижением является 6 место в сезоне 2007/08.